# 皇家琵鷺
皇家琵鷺（學名Platalea regia），又名澳洲琵鷺及大琵鷺，是一種琵鷺，分佈在澳洲、新西蘭、印尼、巴布亞新畿內亞及所羅門群島的濕地及潮間坪。牠們的迷鳥也有在新喀里多尼亞出沒。皇家琵鷺主要吃甲殼類、魚類及細小昆蟲。牠們被世界自然保護聯盟評為無危。

## 特徵
皇家琵鷺的體型很大，呈白色，喙黑色。牠們是涉禽，腳很長，可以涉足到水中。牠們將喙放入水中，以魚類、貝類、蟹及兩棲類為食物。

## 繁殖
當皇家琵鷺繁殖時，頭上會長出長的白色羽毛，面上有斑。牠們的巢是以樹枝築成。雌鳥每次會生2-3隻蛋。雛鳥會在21後孵化。在繁殖季節牠們對騷擾十分敏感，甚至有可能整同時離開。

## 外部連結
- BirdLife Species Factsheet （页面存档备份，存于）